# Marc Hirschi
Marc Hirschi   (Berna, 24 d'agost de 1998) és un ciclista suís. Actualment corre a l'equip suís Tudor Pro Cycling Team. Combina la carretera amb el ciclisme en pista.
El 2018 es proclamà campió del món en ruta sub-23 als Mundials d'Innsbruck.
El 2019 passà al professionalisme de la mà de l'equip Sunweb. El 2020 guanyà la dotzena etapa del Tour de França, després d'haver estat segon i tercer en la segona i desena etapa respectivament. Una setmana després de finalitzar el Tour guanyà la medalla de bronze al Campionat del món de ciclisme en ruta que es van disputar a Imola i pocs dies més tard guanyà la Fletxa Valona.

## Palmarès en ruta
- 2015
  -  Campió de Suïssa júnior en ruta
  - 1r al Gran Premi General Patton
  - 1r al Gran Premi Rüebliland i vencedor d'una etapa
- 2016
  -  Campió de Suïssa júnior en ruta
  - 1r al Tour al País de Vaud
  - 1r al Trofeu Emilio Paganessi
  - 1r al Tour de Berna amateur
  - Vencedor d'una etapa al Gran Premi Rüebliland
- 2017
  -  Campió de Suïssa sub-23 en contrarellotge
  - 1r al Tour del Jura
- 2018
  -  Campió del món en ruta sub-23
  -  Campió d'Europa sub-23 en ruta
  - Vencedor d'una etapa a l'Istrian Spring Trophy
  - Vencedor d'una etapa al Gran Premi Priessnitz spa
  - Vencedor d'una etapa al Tour d'Alsàcia
- 2020
  - 1r a la Fletxa Valona
  - Vencedor d'una etapa al Tour de França i  Combativitat
- 2021
  - Vencedor d'una etapa a la Volta a Luxemburg
- 2022
  - 1r a la Per sempre Alfredo
  - 1r al Gran Premi del cantó d'Argòvia
  - 1r al Giro de la Toscana-Memorial Alfredo Martini
- 2023
  -  Campió de Suïssa en ruta
  - 1r a la Volta a Hongria i vencedor d'una etapa
  - 1r al Giro dels Apenins
  - 1r a la Clàssica d'Ordizia
  - 1r a la Coppa Sabatini
  - 1r a la Volta a Luxemburg
- 2024
  - 1r a La Drôme Classic
  - 1r al Czech Tour i vencedor d'una etapa
  - 1r a Clàssica de Sant Sebastià
  - 1r a la Bretagne Classic
  - 1r al Gran Premi de la indústria i l'artesanat de Larciano
  - 1r a la Coppa Sabatini
  - 1r al Memorial Marco Pantani
  - 1r a la Coppa Agostoni
- 2025
  - 1r al Gran Premi València

### Resultats al Tour de França
- 2020. 54è de la classificació general. Vencedor d'una etapa.  Combativitat
- 2021. 98è de la classificació general
- 2022. 127è de la classificació general
- 2025. 78è de la classificació general

## Palmarès en pista
- 2016
  -  Campió del món júnior en Madison (amb Reto Müller)
  -  Campió de Suïssa en Madison (amb Reto Müller)